# Benedicto Jiménez
Benedicto Nemesio Jiménez Bacca (Ica, 7 de mayo de 1953) es un detective, abogado y general peruano que perteneció a la antigua Policía de Investigaciones del Perú (actualmente parte de la Policía Nacional del Perú) y que pasó a retiro con el grado de coronel en 2003. Egresó del Centro de Instrucción de la Policía de Investigaciones del Perú (CINPIP) en 1977 con el primer puesto en su promoción. Fue el creador y jefe operativo del Grupo Especial de Inteligencia (GEIN) de la Dirección Contra el Terrorismo encargados de lograr la captura del líder de Sendero Luminoso, terrorista Abimael Guzmán Reynoso, el 12 de septiembre de 1992.

## Biografía
En 1985 era mayor de la Policía de Investigaciones y laboraba en la Dirección Contra el Terrorismo (DIRCOTE). Tras seguir el curso de Estado Mayor en la Escuela Superior de Policía (ESUPOL), a inicios de la década de 1990, Jiménez regresó a su cargo en una de las jefaturas de la DIRCOTE.  Para Benedicto, había que apuntar hacia la cúpula senderista y así logró convencer al entonces Director Superior de la Policía Técnica(ex Policía de Investigaciones), General Fernando Roca Reyes, quien le autorizó a formar el Grupo Especial de Inteligencia (GEIN).
Este se constituyó oficialmente el 5 de marzo de 1990, bajo el liderazgo de Jiménez. Inicialmente,  el personal del GEIN era mínimo; luego se incorpora el Mayor Marco Miyashiro Arashiro. Siendo el objetivo primordial la captura del líder senderista Abimael Guzmán; tras dos intentos fallidos, la operación se coronó con un resonante triunfo el 12 de septiembre de 1992. Ese día, Abimael Guzmán fue capturado en una casa del distrito de Surquillo.
Estuvo como Agregado Policial en la República de Panamá entre los años 1995-1999, habiendo tenido una excelente desempeño. Retornando en los inicios de 1999 para seguir el Curso de Coroneles en el Instituto de Altos Estudios Policiales (INAEP)
Jiménez incursionó en la política aunque sin éxito. En las elecciones generales del 2006 postuló por un escaño al Congreso de la República, pero no fue elegido, presentándose luego como candidato del APRA a la Alcaldía de Lima, en noviembre del mismo año, fracasando nuevamente. Presentando en dicha ocasión un plan de gobierno vecinal que fue formulado con la asesoría principal de Rodolfo Orellana Rengifo, con quien tiempo después estaría involucrado en una red de corrupción.
Se desempeñó como jefe del Instituto Nacional Penitenciario (INPE) en febrero del 2007,  renunciando tras un escándalo que supuestamente lo vinculaba con el sentenciado Fernando Zevallos. Por este motivo fue investigado por la fiscalía durante tres años.
Conduciría más tarde un programa televisivo, Detrás del crimen, y se desenvolvería también como analista en temas de seguridad ciudadana. El resultado fue el apodo del Sheriff.
Denunciaría supuestos actos de corrupción de su antiguo jefe en la policía, el general PNP (r) Antonio Ketín Vidal, afirmando que Vidal había cometido 26 delitos graves, la mayoría por enriquecimiento ilícito y corrupción. Ello motivó que Vidal le entablara un proceso penal por difamación agravada. 
A raiz de sus vinculos con Rodolfo orellana afrontaría un proceso penal en su contra, debido a su colaboración en la Revista JUEZ JUSTO, declarado culpable y tras permanecer un año y medio como reo contumaz por no asistir en reiteradas ocasiones a la lectura de su sentencia, el 27 de enero de 2010 fue capturado, mostrando una apariencia física muy distinta a la conocida, con el cabello teñido de negro y sin su habitual bigote. Fue sentenciado a tres años de prisión suspendida. La sentencia y el proceso se archivó en segunda instancia por prescripción.
En el 2011 conduciría programas en televisión y radios con el nombre de Juez Justo con la finalidad de combatir la injusticia y el abuso del poder
En el 2012 fue condecorado en el Congreso de la República, junto con los 88 integrantes del GEIN-DINCOTE con la medalla y diploma "Defensores de la Democracia" en conmemoración del 20 aniversario de la captura del líder terrorista, Abimael Guzmán Reynoso.
El 21 de noviembre de 2012, la   Dirección General de la Policía Nacional del Perú les concedió a los miembros del GEIN la a condecoración “Héroe Nacional Alférez PNP Mariano Santos Mateos”. 
En el año 2013, durante una ceremonia pública recibió junto con otros integrantes del GEIN-DINCOTE, un Diploma de Honor entregado por el Colegio de Abogados de Lima, en virtud de los importantes servicios prestados a la ciudadanía y por la valiosa colaboración al proceso de la pacificación de la sociedad peruana
En 2014 fue sometido a investigación por la fiscalía por los presuntos delitos de asociación ilícita para delinquir y lavado de activos, como presunto miembro de la cúpula de la red delincuencial del abogado Rodolfo Orellana Rengifo. 
El poder judicial ordenó su captura preventiva el 1 de julio de 2014. Meses después, el 25 de octubre, fue capturado en Arequipa, para luego ser derivado a Lima y recluido en el penal Piedras Gordas (Ancón I).
Benedicto Jiménez fue detenido el 1 de julio de 2014, permaneciendo 17 días en detención preliminar y durante la audiencia de prisión preventiva (17 de julio de 2014), la jueza Mercedes Caballero García, le concedió la comparecencia restringida con el argumento que no había aportado elementos de convicción, graves y fundados sobre la comisión de algún delito y su  vinculación a éstos.
En octubre de 2016 obtuvo un Habeas Corpus a su favor siendo traslado al Hospital de Policía por graves dolencias cardíacas, luego en noviembre le cambian la situación legal a detención domiciliaria permaneciendo en el Hospital de Policía hasta el 29 de septiembre de 2017.
El 24 de agosto de 2017 el Congreso de la República declaró "Héroes de la Democracia" a los miembros GEIN; reconocimiento en el cual fue incluido Benedicto Jiménez.
El 14 de julio de 2023, con motivo del 202 aniversario de la Declaración de Independencia Nacional, el Coronel PNP( r) Benedicto Jiménez Bacca, se le otorgó la Medalla de Lima  en una ceremonia en Cabildo Abierto presidida por el alcalde de Lima, Rafael López Aliaga Cazorla en el Palacio Municipal de Lima.
La condecoración de la Medalla de Lima se le otorga por su contribución en la lucha contra el terrorismo, la pacificación, la defensa de los valores democráticos.

## Libros
- Manual de Inteligencia Policial Operativa[28]
- El ABC de SL y el MRTA.- Primera edición(2000)[29][30]
- El ABC de Sendero Luminoso Primer Tomo actualizado (2022)[31]
- La Captura del Presidente Gonzalo" (2019)[32][33]
- El planeamiento estratégico aplicado a la Policía Nacional" (2002)
- El Precio de la Libertad" (2003)[34]
- Derechos Humanos y Policía (2002)[35]
- Conversando con las Paredes (2017)[36]
- Términos y expresiones senderistas y emerretistas (2018)[37]
- Análisis del folleto titulado "En el 93 aniversario de su constitución ¡Viva el Partido Comunista!" (2021)[38]
- Análisis estratégico del folleto titulado "Honor y gloria eterna al Presidente Gonzalo" (2021)[39]
- Análisis del libro "De puño y letra" (2021)[40]
- Doctrina y Ciencia Policial (2021)[41]
- Origen, desarrollo y ocaso del terrorismo en el Perú Tomo II (2021)[42]
- Derechos Humanos y Policía (2022)[43]
- El MOVADEF Base Ayacucho y el Frente de Defensa del Pueblo de Ayacucho (FREDEPA) (2022)[44]
- Administración de fuentes humanas(2023)[45]
- ¿Qué es el Pensamiento Gonzalo? (2023)[46]
- Análisis estratégico (2023)[47]
- Legislación nacional e internacional sobre el terrorismo[48]
- Resguardo y Protección de Dignatarios y Personalidades[49]

## Televisión
- Detrás del crimen[50]  (2005 - 2006) — Conductor del programa — Panamericana Televisión